# Andriana tertia
Andriana tertia är en insektsart som beskrevs av Günther, K. 1974. Andriana tertia ingår i släktet Andriana och familjen torngräshoppor. Inga underarter finns listade i Catalogue of Life.